# Rivö

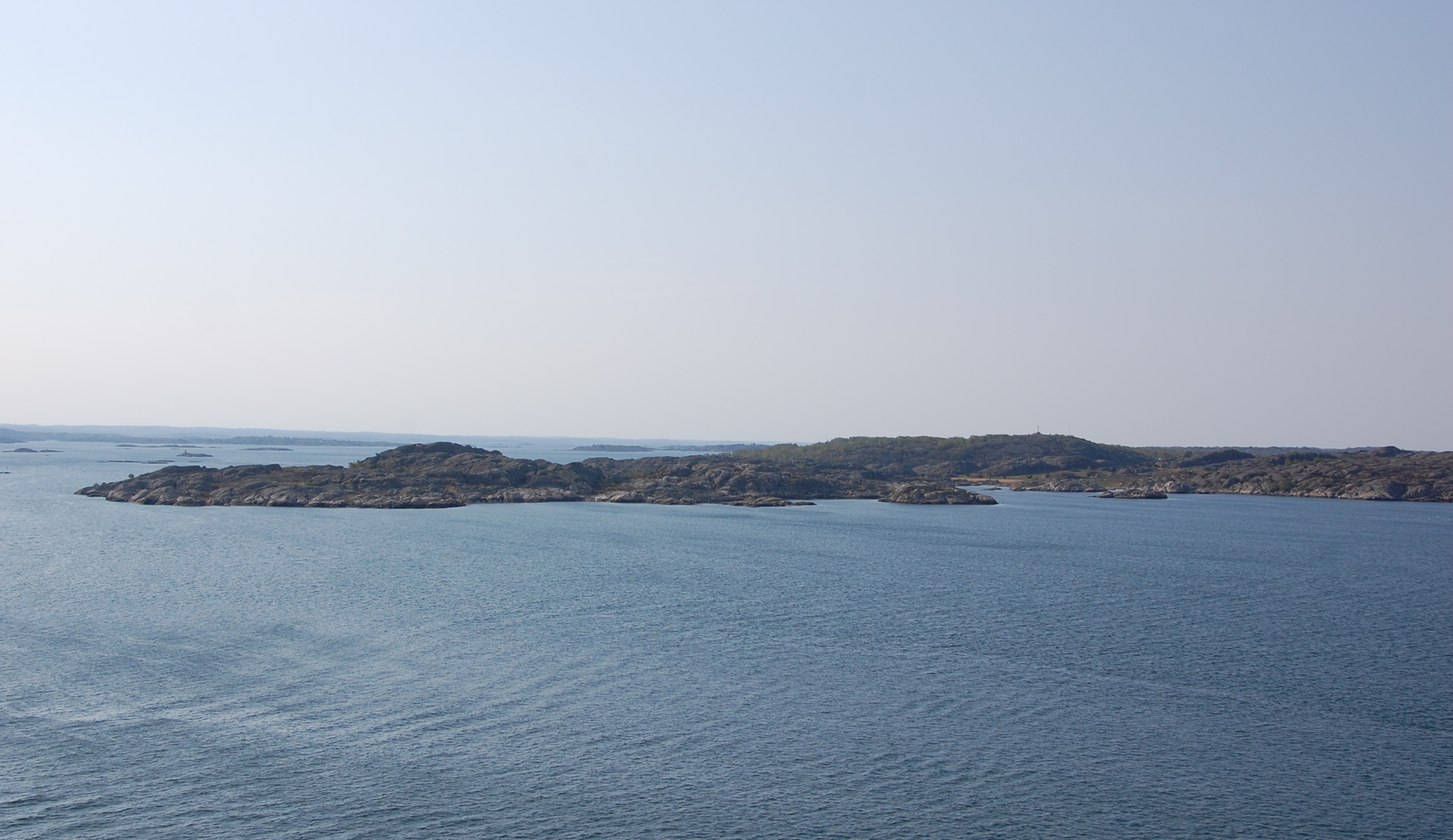
Blick auf die Nordostspitze Rivös

Rivö ist eine zu Schweden gehörende Insel im Kattegat.
Sie liegt im Göteborger Schärengarten westlich von Göteborg in der Provinz Västra Götalands län und gehört zur Gemeinde Göteborg. Rivö ist eine der größeren Inseln des Schärengartens, jedoch unbewohnt. Nach ihr ist das nördlich der Insel gelegene Seegebiet als Rivö fjord benannt. Südlich von Rivö liegt die Insel Asperö, westlich Brännö. Neben diesen größeren Inseln befinden sich diverse kleinere Inseln direkt vor der Küste Rivös, so Koggholmen, Långa Rivöskäret und Lerskär. Die Insel besteht aus einer Felsformation und verfügt nur über spärlichen Bewuchs. Die Insel erstreckt sich über etwa einen Kilometer sowohl in Ost-West-Richtung als auch in Nord-Süd-Richtung. Diagonal besteht eine Ausdehnung von etwa 1,7 Kilometer. Mehrere Halbinseln erstrecken sich von Rivö aus ins Meer. Nach Norden Rivö Brandnäs, nach Osten Bringelbärsholmen und nach Süden Stämmö. Im Süden liegt die Bucht Skutviken, auf der Nordseite Aven.
Auf der Insel und der unmittelbar angrenzenden See bestehen 15 vom schwedischen Zentralamt für Denkmalschutz Riksantikvarieämbetet ausgewiesene Denkmäler, die insbesondere auf eine Nutzung der Insel in prähistorischer Zeit hinweisen. 
Nördlich von Rivö führen die Fährrouten Göteborg–Kiel und Göteborg–Frederikshavn vorbei. Südlich fährt die Fähre von Saltholmen nach Asperö norra.